# Celosterna pulchellator
Celosterna pulchellator är en skalbaggsart som först beskrevs av John Obadiah Westwood 1837.  Celosterna pulchellator ingår i släktet Celosterna och familjen långhorningar.
Artens utbredningsområde är Filippinerna. Inga underarter finns listade.